# Smaragdlégy
A smaragdlégy (Chrysogaster) a zengőlegyek (Syrphoidea) öregcsaládjában a névadó zengőlégyfélék (Syrphidae)család herelégyfélék (Eristalinae) alcsaládjába sorolt fanedvlégy-rokonúak (Brachyopini) nemzetségének egyik neme a 2013-ig 36 leírt fajjal.

## Származása, elterjedése
Fajai a palearktikus faunatartományban, az újvilági faunabirodalomban, illetve az afrotropikus faunaterületen (Aethiopis) élnek a Csendes-óceán partvidékétől és partmenti szigeteitől a trópusi Afrikáig — sőt, Dél-Amerikáig:
Palearktisz: legalább 8 faj Kelet-Szibériától Közép-Ázsián és Törökországon át Észak-Afrikáig. Európából öt faj ismert; a kivastagított négyet 2017-ig Magyarországon is kimutatták..
- kis smaragdlégy (Chrysogaster basalis)
- sárga szárnytövű smaragdlégy (Chrysogaster cemiteriorum)
- Chrysogaster rondanii
- gyakori smaragdlégy (Chrysogaster solstitialis)
- zöld smaragdlégy (Chrysogaster virescens)[2]

Nearktisz: 1 faj: Chrysogaster antitheus VanDyk et. al., 2020
Aethiopis: 10 faj, de egyes szerzők (Kirk-Spriggs & Sinclair 2021, idézi: Pollinator Academy) szerint ezek közül többet várhatóan át fognak sorolni a patak-zengőlégy (Orthonevra) nembe.

## Megjelenése, felépítése
Nagyon hasonlít a Lejogaster, Melanogaster, Orthonevra és Riponnensia nemekre; ezek elkülönítése nem teljesen megbízható (Pollinator Academy).
Kicsi, legfeljebb 8–9 mm-es, kékes, lilás vagy zöldes árnyalatú zengőlegyek. Csápjának 3. íze részben vagy teljesen sárgás vagy vörös, csak ritkán sötét.

## Életmódja, élőhelye
Lárvái vízi növényekben fejlődnek. Többnyire imágói is vizes élőhelyeken fordulnak elő, de különösen a gyakori smaragdlégy a vizektől távolabb, száraz biotópokban is rendszeresen megjelenik. Leggyakrabban ernyős virágzatú növényeket (Apiales) látogat.

## Válogatott fajok
- Chrysogaster aerosa Loew, 1843
- Chrysogaster africana Hull, 1944
- Chrysogaster aliniensis Mutin, 1999
- Chrysogaster antitheus Walker, 1849
- Chrysogaster apicalis Bezzi, 1920
- Chrysogaster atlasi Kassebeer, 1999
- Chrysogaster curvistylus (Vujić & Stuke, 1998)
- Chrysogaster formosana Shiraki, 1930
- Chrysogaster hirtella Loew, 1843
- Chrysogaster inflatifrons Shannon, 1916
- Chrysogaster jaroslavensis Stackelberg, 1922
- Chrysogaster kirgisorum Stackelberg, 1952
- Chrysogaster laevigata Bezzi, 1915
- Chrysogaster lindbergi Kassebeer, 1999
- Chrysogaster lucida Scopoli, 1763
- Chrysogaster mediterraneus Vujić, 1999
- Chrysogaster ocularia Hervé-Bazin, 1914
- Chrysogaster parumplicata Loew, 1840
- Chrysogaster pilocapita Hull, 1944
- Chrysogaster poecilophthalma Bezzi, 1908
- Chrysogaster poecilops Bezzi, 1915
- Chrysogaster pollinifacies Violovitsh, 1956
- Chrysogaster proserpina Hull, 1944
- Chrysogaster quinquestriata Szilády, 1942
- Chrysogaster semiopaca Matsumura, 1916
- Chrysogaster simplex Loew, 1843
- Chrysogaster sinensis Stackelberg, 1952
- Chrysogaster spiloptera Bezzi, 1915
- Chrysogaster stackelbergi Violovitsh, 1978
- Chrysogaster tadzhikorum Stackelberg, 1952
- Chrysogaster tumescens Loew, 1873

## Fordítás
Ez a szócikk részben vagy egészben  a   Chrysogaster című angol Wikipédia-szócikk ezen változatának fordításán alapul.  Az eredeti cikk szerkesztőit annak laptörténete sorolja fel. Ez a jelzés csupán a megfogalmazás eredetét és a szerzői jogokat jelzi, nem szolgál a cikkben szereplő információk forrásmegjelöléseként.